# Avenue de la Porte-d'Aubervilliers
L'avenue de la Porte-d'Aubervilliers est une voie des 18e et 19e arrondissements de Paris, en France.

## Situation et accès
L'avenue de la Porte-d'Aubervilliers est une voie située dans les 18e et 19e arrondissements de Paris. Elle débute au 4, boulevard Ney et 226, boulevard Macdonald et se termine avenue Victor-Hugo, à Aubervilliers.

## Origine du nom
Elle porte ce nom car elle est située en partie sur l'emplacement de l'ancienne porte d'Aubervilliers de l'enceinte de Thiers à laquelle elle mène.

## Historique
Cette avenue a été ouverte sur l'emplacement des bastions nos 31 et 32 de l'enceinte de Thiers.
Une partie de l'avenue délimite la ZAC Gare des Mines-Fillettes.

## Bâtiments remarquables et sites particuliers
- No 10 : ancien hôpital d'Aubervilliers devenu l'hôpital Claude-Bernard. Il n'existe plus aucune trace de cet hôpital, voir : « Hôpital Bichat-Claude-Bernard — Historique de l'hôpital Claude-Bernard ».